# St. Bernhard (Friesenrath)

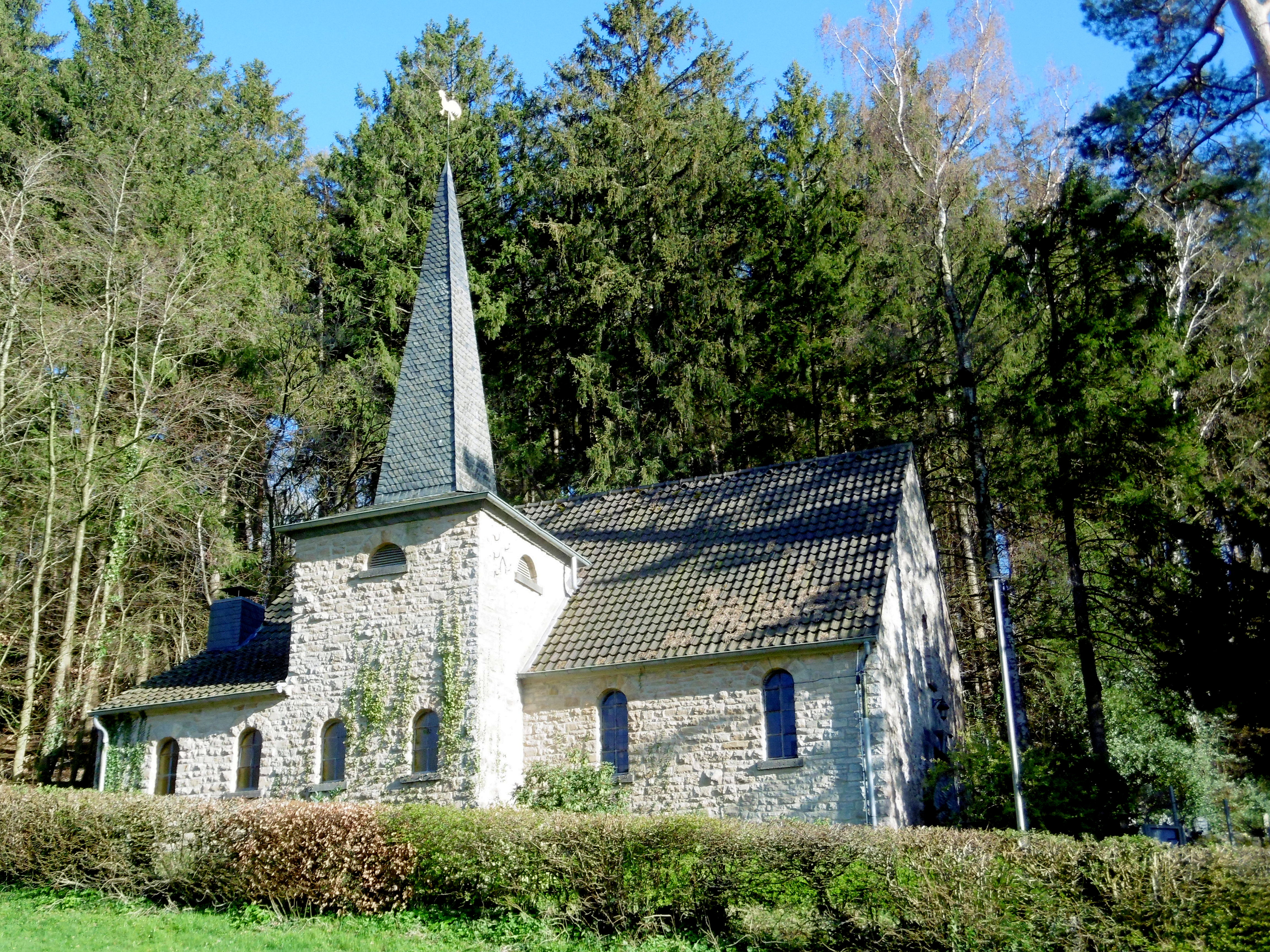
Kapelle St. Bernhard

Die Kapelle St. Bernhard ist ein katholisches Kirchengebäude in Friesenrath, einer Ortschaft im Aachener Stadtbezirk Kornelimünster/Walheim. Sie wurde in den Jahren 1938/1939 nach Plänen des Aachener Architekten Karl Schmitz erbaut und Bernhard von Clairvaux geweiht sowie seit 2003 unter Denkmalschutz gestellt. Die Kapellengemeinde St. Bernhard Friesenrath ist der Pfarre St. Anna in Walheim angeschlossen und gehört zum Pfarrverbund der GdG Aachen-Kornelimünster/Roetgen.

## Geschichte
Da der Ort Friesenrath keine eigene Kirche besaß und die dortigen Bewohner stets zur Walheimer Annakirche pendeln mussten, beschlossen diese zu Beginn der 1930er-Jahre, zusammen mit dem örtlichen Marienverein eine Kapelle zu errichten. Dazu wurde am 22. Januar 1935 eine Baukommission gegründet, die die notwendigen organisatorischen Aufgaben übernahm. Ebenso wurde der Architekt Karl Schmitz verpflichtet, der die Pläne zum Bau der Kapelle erstellte. Der Schlossherr auf dem benachbarten Schloss Friesenrath und Besitzer eines Steinbruchs, Eugen Graf Beissel von Gymnich, übertrug der Kommission ein passendes Grundstück am Waldrand und spendete zudem das zum Bau erforderliche Steinmaterial aus seinem Werk.
In den Jahren 1938 und 1939 wurde schließlich das Bauvorhaben mit Eigenbeteiligung der Anwohner umgesetzt. Dennoch stiegen die Kosten von 9.000 auf 11.500 Reichsmark, die durch Spenden akquiriert wurden. Am 25. Juni 1939 wurde die Kapelle eingeweiht und dient seitdem als Gotteshaus, in dem bis zum heutigen Tage Gottesdienste zu verschiedenen Anlässen abgehalten werden.

## Baubeschreibung
Der Kapellenbau ist eine einschiffige, rechteckige, mit Bruchsteinen erbaute Hallenkirche mit einem steilen Satteldach. Aus Platzgründen wurde der zweiachsige quadratische Kirchturm mittig der sechsachsigen vorderen Längsseite leicht vorstehend eingebaut, in dessen Erdgeschoss sich die Sakristei befindet. In dem der Glocke vorbehaltenen Obergeschoss sind an den drei sichtbaren Wandseiten halbkreisförmige Schallluken eingelassen. Der Turm ist bedeckt von einem spitzen, mit Schieferplatten bekleideten Turmhelm.
Für die nötige Helligkeit im Innenraum sorgen sechs Rundbogenfenster auf der vorderen Längsseite und vier auf der hinteren Seite sowie ein Rundbogenfenster über dem Eingang. Sie sind ausgestattet mit bunten Fensterscheiben aus Antikglas, die in der Werkstatt des Glaskünstlers Wilhelm de Graaff aus Essen hergestellt wurden und verschiedene christliche Motive darstellen. Das Eingangsportal befindet sich auf der straßenseitigen Giebelseite und ist mit Quadersteinen eingefasst. Im Türsturz ist ein Keilstein mit den eingravierten Zeichen für Alpha und Omega und einem Kreuz eingelassen. An der rechten Wandseite des Eingangs findet sich der Inschriftenstein mit der Gravur: „A. D. 1938 K. Schmitz“.
Die Wände des Innenraums sind weiß geschlämmt und das Kirchenschiff mit einer flachen Holzdecke abgeschlossen. Das Gestühl wurde von der ehemaligen, dem Ursulinengymnasium angeschlossenen Kapelle am Bergdriesch in Aachen übernommen. Der Altar mit dem Gnadenbild Unserer Lieben Frau von der immerwährenden Hilfe ist eine Stiftung des Architekten Karl Schmitz. Ebenfalls aus der Bauzeit der Kapelle stammen die hölzerne Eingangstür und die Holztür zur Sakristei mit ihren aufwändigen Schnitzereien, die die vier Apostel und den Gekreuzigten darstellen.
In den 1970er Jahren wurde die Kapelle grundlegend saniert und nach den Regeln des Zweiten Vatikanischen Konzils umgebaut. Dabei wurde der Altarraum mit dunklem Marmor und der Chorraum mit Solnhofener Platten ausgelegt sowie das Holzpodest durch einen Keramikboden ersetzt.